# Lost in Translations EP
Lost in Translations EP는 래퍼 및 싱어송라이터 MYK가 2010년 12월 16일에 발매한 솔로 데뷔 음반이다. CD 1장으로 구성되어 있으며, 힙합플레이야 및 아이튠즈를 통해 발매하였다.

## 배경
현재 자신의 솔로 음반인 Lost In Translations을 작업하고 있다고 밝혔다. 그러나 맵더소울이 합병된 이후 잘 알려지지 않았다가 힙합플레이야를 통해 공연을 전개하였으며 자신이 참여한 공연장에서 Lost in Translations EP의 데모를 한정 판매하였다. 또한 여러 아티스트의 곡에 피쳐링으로 참여하는 등 계속해서 활동하였다.
2010년 11월, 음반의 발매가 임박했음을 알렸다. 11월 말로 발매 예정되어 있다 이후 미뤄졌고 12월 15일, 자신이 전곡 작사 및 작곡한 첫 번째 솔로 음반 Lost in Translations EP가 힙합플레이야와 아이튠즈를 통해 음반을 발매하였다.

## 수록곡
| #             | 제목                   | 작곡              | 재생 시간 |
| ------------- | ---------------------- | ----------------- | --------- |
| 1.            | 〈blindfold〉          | MYK               | 3:00      |
| 2.            | 〈human interaction〉  | MYK               | 2:10      |
| 3.            | 〈stormy night〉       | MYK               | 3:02      |
| 4.            | 〈sickness〉           | MYK               | 3:43      |
| 5.            | 〈flyn〉               | MYK               | 2:49      |
| 6.            | 〈you〉                | MYK               | 2:36      |
| 7.            | 〈call when you land〉 | MYK               | 4:14      |
| 8.            | 〈so cold〉            | MYK               | 3:38      |
| 9.            | 〈i'm still here〉     | MYK               | 3:10      |
| 10.           | 〈on my mind〉         | MYK               | 3:58      |
| 11.           | 〈weekend sesh〉       | Talyor Allen; MYK | 3:28      |
| 12.           | 〈rain〉               | MYK               | 4:18      |
| 13.           | 〈noodles〉 (outro)    | MYK               | 1:14      |
| 총 재생 시간: | 총 재생 시간:          | 총 재생 시간:     | 41:15     |

## 기타
- 음반에 실린 3번째 트랙 "stormy night"은 에픽하이의 3집 Swan Songs에 수록된 〈그녀를 몰라〉와 같은 곡이다.
- MYK 혼자 작업한 음반으로 다른 가수의 피쳐링이 없다.